# Općina Pehčevo
Općina Pehčevo (makedonski: Општина Пехчево) je jedna od 80 općina Republike Sjeverne Makedonije koja se prostire na istoku Sjeverne Makedonije. 
Upravno sjedište ove općine je grad Pehčevo.

## Zemljopisne osobine
Općina Pehčevo graniči s Bugarskom na istoku, s Općinom Delčevo na sjeveru, te s Općinom Berovo na jugu.
Općina Pehčevo prostire se u gornjem toku rijeke Bregalnice, u kotlini povijesno znanoj kao Pianec, sa sjevera granica je planina Goljak a s juga Maleševske planine.
Ukupna površina Općine Pehčevo  je 207 km².

## Stanovništvo
Općina Pehčevo  ima 5 517 stanovnika. Po popisu stanovnika iz 2002. nacionalni sastav stanovnika u općini bio je sljedeći;

## Naselja u Općini Pehčevo
Ukupni broj naselja u općini je 7, od kojih je 6 seoska i 1 sa statusom grada; Pehčevo.

## Pogledajte i ovo
- Pehčevo
- Maleševska planina
- Sjeverna Makedonija
- Općine Sjeverne Makedonije

## Vanjske poveznice
- Općina Pehčevo na stranicama Discover Macedonia